# Стерникова, Мария Александровна
Мари́я Алекса́ндровна Сте́рникова (18 мая 1944, Москва, РСФСР, СССР — 20 мая 2023, Москва, Россия) — советская и российская актриса.

## Биография
Родилась 18 мая 1944 года в Москве. В 1965 году окончила Школу-студию МХАТ, где обучалась на курсе В. П. Маркова. Среди сокурсников — Ирина Мирошниченко, Вера Алентова, Андрей Мягков, Анастасия Вознесенская, Рогволд Суховерко, Виктор Вишняк.
Тогда же, в середине 1960-х годов, начала сниматься в кино, очень скоро став известной. Сыграла главные роли в киноповестях «Мимо окон идут поезда» (1965), «Нежность» (1967).
Затем был перерыв в съёмках, связанный с отъездом в Иран, куда направили её первого мужа. В 1970-е годы вернулась к съёмкам.
С 1975 по 2005 год — актриса Малого театра.
В последние годы жизни страдала болезнью Альцгеймера, была полностью недееспособна, за ней ухаживали сиделки.
Скончалась 20 мая 2023 года в Москве на 80-м году жизни. Похоронена на Ваганьковском кладбище рядом с могилой матери.

### Личная жизнь
Первый муж — Алексей Стычкин (1942—1998), переводчик-синхронист, отец актёра Евгения Стычкина (род. 1974). Дочь — Екатерина Горшков(а) (Стычкина) (род. 1968), — режиссёр, сценарист, актёр, продюсер, закончила Университет Джорджа Вашингтона, проживает с семьей в Лос-Анджелесе.  Муж Василий Горшков (род. 1964) — программист из Санкт-Петербурга, брат актрисы Надежды Горшковой (род. 1962). У супругов двое детей — дочь Эллисон Голд (род. 2002) и сын Дэниэл Коув (Дэниэл Грегори).
Второй муж — Валерий Носик (1940—1995), актёр, народный артист РФ. Сын — Александр Носик (род. 1971), актёр и телеведущий.
Третий муж — Алексей Кудинович (1951—2024), актёр Малого театра, народный артист РФ.

## Творчество

### Фильмография
- 1965 — Мимо окон идут поезда — Лидия Сергеевна, преподаватель литературы
- 1965 — Рано утром — Клава, невеста Алексея
- 1966 — Путешествие (киноальманах, новелла «На полпути к Луне») — эпизод (нет в титрах)
- 1966 — Нежность — Лена
- 1970 — Спеши строить дом — Маша
- 1971 — Необычный день — Тома
- 1975 — Мальчик со шпагой — тётя Галя, Серёжина мачеха
- 1979 — С любимыми не расставайтесь — отдыхающая в доме отдыха
- 1980 — Клоун — Надежда Русакова / жена дрессировщика Ивана
- 1981 — Ожидание — мать Славки / озвучание - Наталья Рычагова
- 1981 — Всем — спасибо!.. — Виолетта, подруга Жени
- 1984 — Гостья из будущего — Шурочка, медсестра
- 1988 — Холопы (телеспектакль) — горничная
- 1992 — Ка-ка-ду — судья
- 2009 — Доки — Александра Николаевна Каменева

### Роли в Малом театре
- 1975 — «Горе от ума» (А. С. Грибоедов) — 4-я княжна Тугоуховская
- 1975 — «Вечерний свет» (А. Н. Арбузов) — Девушка на пристани
- 1975 — «Золотые костры» (И. В. Шток) — Ника-Вероника
- 1975 — «Конёк-Горбунок» (П. П. Ершов) — Кобылица
- 1976 — «Униженные и оскорблённые» (по Ф. М. Достоевскому) — Нелли
- 1977 — «Любовь Яровая» (К. А.Тренёв) — Продавец
- 1977 — «Плутни Скапена» (Мольер) — Нерина
- 1978 — «Ревнивая к себе самой» (Т. де Молина) — Анхела
- 1983 — «Утренняя фея» (А. Касона) — Девушка
- 1986 — «Доходное место» (А. Н. Островский) — Стеша
- 1987 — «Сон о белых горах» (В. П. Астафьев) — Касьянка
- 1987 — «Холопы» (П. П. Гнедич) — Горничная
- 1987 — «Игра» (по Ю. В. Бондареву) — Нина
- 1988 — «Вишнёвый сад» (А. П. Чехов) — Гости, прислуга
- 1993 — «Не было ни гроша, да вдруг алтын» (А. Н. Островский) — массовая сцена
- 1998 — «Бешеные деньги» (А. Н. Островский) — эпизод
- 2004 — «Свадьба, свадьба, свадьба!» (по А. П. Чехову) — девка